# Dumb Money
Dumb Money är en amerikansk biografisk komedi- och dramafilm från 2023. Filmen är regisserad av Craig Gillespie efter ett manus skrivet av Lauren Schuker Blum, Rebecca Angelo och Ben Mezrich. Filmen hade premiär den 29 september 2023.

## Handling
Filmen kretsar kring den sanna historien om ett antal vanliga människor som spelade spelet bättre än Wall Street och blev rika genom att förvandla GameStop till världens hetaste börsbolag.

## Rollista (i urval)
- Paul Dano – Keith Gill
- Pete Davidson – Kevin Gill
- Vincent D'Onofrio – Steve Cohen[6]
- America Ferrera – Jennifer Campbell
- Nick Offerman – Kenneth C. Griffin
- Anthony Ramos – Marcus
- Sebastian Stan – Vlad Tenev
- Shailene Woodley – Caroline Gill
- Seth Rogen – Gabe Plotkin
- Dane DeHaan – Marcus chef
- Myha'la Herrold – Riri
- Rushi Kota – Baiju Bhatt
- Talia Ryder – Harmony